# ساینا (فیلم)
ساینا (به انگلیسی: Saina) فیلمی محصول سال ۲۰۲۱ و به کارگردانی آمول گوپته است. در این فیلم بازیگرانی همچون پرینیتی چوپرا، ماوو کادول، مگنا مالیک و آنکور ویکال ایفای نقش کرده‌اند.
این فیلم بر اساس زندگی ساینا نهوال ساخته شده‌است.